# Genrich Veniaminovič Sapgir
Genrich Veniaminovič Sapgir, in russo Ге́нрих Вениами́нович Сапги́р? (Bijsk, 20 novembre 1928 – Mosca, 7 ottobre 1999), è stato un poeta e scrittore russo ritenuto da diversi critici uno dei maggiori poeti che operarono a Mosca nella seconda metà del XX secolo.
David Petrovič Šraer-Petrov, che ha pubblicato una sua biografia nel 2004, lo ha definito un classico dell'avant-garde. Gli è stato conferito il Premio Puškin per la Poesia.
Nato nel Kraj di Altaj, vicino all'attuale Kazakistan - all'epoca facente parte dell'URSS -, da genitori ebrei, trascorse tuttavia la propria infanzia a Mosca. Nel 1959 scrisse la sua prima raccolta di poesie, concepita soprattutto per i ragazzi, con la quale ottenne un discreto successo: di lì a poco, infatti, i suoi versi iniziarono ad apparire anche sulle riviste letterarie e sugli inserti culturali di certi quotidiani. La sua opera, pur essendo stata introdotta negli altri Paesi europei prima della fine degli anni ottanta, riscontrò un successo sempre maggiore sino al 1989; questo successo, però, rimase quasi del tutto nell'ambito culturale sovietico. Negli anni novanta la sua vasta produzione, composta da poesie, racconti e anche da alcuni romanzi, fu raccolta in tre volumi. È deceduto nel 1999 a causa di un infarto cardiaco.
Quasi del tutto sconosciuto nell'Europa occidentale, ostile all'URSS, le sue opere furono in parte tradotte in lingua inglese. Jim Kates introdusse negli Stati Uniti i suoi Salmi, accolti tiepidamente dai critici statunitensi - comunque più aperti di quelli europei, che mai gli prestarono troppa attenzione.